# Schusbeck Pál
Schusbeck Pál, névváltozata: Schuszpek (?, 1823 –‎ Budapest, 1904. október 7.) magyar építész és építőmester.

## Élete
Életéről kevés adat ismert. Korának egyik legtermékenyebb építésze volt, több száz engedélyezési terv maradt utána.
Kivitelezőként (építőmesterként) is dolgozott, illetve több háznál átalakítási munkálatokat végzett. 1865-ös önállósodása után évtizedeken át a főváros ismert építésze volt, aki még halála előtt 1 évvel, 1903-ban is épített toldalékot a Trombitás-út 4012. hrsz. számú telken.
1904-ben hunyt el 81 éves korában, Sachinger Katalinnal való boldog házasságának 57. évében.

## Ismert épületeiből
- 1872: Kovács-bérház, Budapest, Horánszky utca 7. (Buzzi Bódoggal közösen)[11]
- 1872: Fischer-bérház, Budapest, Lövölde tér 7. / Király u. 105.[12][13]
- 1872: bérház, Budapest, Király u. 58. (1890-ben Krausz Károly átépítette)[14]
- 1891: Erzsébet Királyné Ház, Budapest, Üllői út[15]
- 1892: Gerstl-bérház, Budapest, Klauzál tér / Dob u.[16]
- 1895: Goldfinger-bérház, Budapest, Rákóczi tér 11.[17]
- ?: Zachár-ház, Budapest, Rákóczi tér 4-5. (elbontva, helyére épült a Jelky András Ruhaipari Szakközépiskola és Gimnázium)

### Egyéb munkák
- 1868: Leitner-ház kivitelezése, Budapest, Szent István tér 15. (tervező: Ybl Miklós)[18]
- 1869: emeletráépítés a Wichmann-házra, Budapest, Kazinczy utca 55.[19][20][21]
- 1869: épületkorszerűsítés, Budapest, Sebestyén tér 5.[22]
- 1871: Puphka-ház műtermének modernizálása, Budapest, Király utca 29.[23]
- 1871: Wotzasik-ház átalakítása, Budapest, Dohány utca 31.[24]
- 1872: átalakítások a Hanzély-házon, Budapest, József tér 10.[25]

### További tervrajzok
- Schusbeck Pál tervrajzai

## Képtár
- Lövölde tér 7. (archív felvétel)
- Lövölde tér 7.
- Rákóczi tér 11.
- Szent István tér 15. (kivitelező)